# Litsea greenmaniana
Litsea greenmaniana C.K. Allen – gatunek rośliny z rodziny wawrzynowatych (Lauraceae Juss.). Występuje naturalnie w południowo-wschodnich Chinach – w prowincjach Fujian i Guangdong oraz w regionie autonomicznym Kuangsi. 

## Morfologia
PokrójZimozielone drzewo dorastające do 8 m wysokości. Młode pędy są owłosione.
LiścieNaprzemianległe. Mają kształt od eliptycznego do lancetowatego. Mierzą 4–14 cm długości oraz 0,7–3,5 cm szerokości. Są nagie. Nasada liścia jest klinowa. Blaszka liściowa jest o spiczastym wierzchołku. Ogonek liściowy jest owłosiony i dorasta do 5–13 mm długości.
KwiatySą niepozorne, jednopłciowe, zebrane po 3–4 w baldachy, rozwijają się w kątach pędów. Okwiat jest zbudowany z 6 listków o kształcie od owalnego do elipsoidalnego. Kwiaty męskie mają 9 pręcików.
OwoceMają elipsoidalny kształt, osiągają 13 mm długości i 8 mm szerokości.

## Biologia i ekologia
Roślina dwupienna. Rośnie w gęstych lasach. Występuje na wysokości około 1200 m n.p.m. Kwitnie od lipca do sierpnia, natomiast owoce dojrzewają od grudnia do marca.